# آرشیدوک
آرشیدوک (به فرانسوی: archiduc) در طبقه‌بندی اشرافی در اروپا، جایگاهی پایین‌تر از شاه و بالاتر از دوک بود. این لقب تنها از سوی شاهزادگان خاندان‌های هابسبورگ و هابسبورگ-لورن به کار می‌رفته‌است. آرشیدوکِ مؤنث را آرشیدوشِس (به فرانسوی: archiduchesse) می‌خوانند.

## ریشه‌شناسی واژه
این واژه در اصل از لاتین مروونژی archidux ساخته شده از archi به معنای سالار و dux به معنای دوک گرفته شده‌است. کاربرد این واژه بیشتر نزد ژرمن‌ها بوده‌است. در زبان آلمانی بدان Erzherzog می‌گویند.

## تاریخچه
نخستین فرمانروایان اوسترازیا در سدهٔ هشتم میلادی از این عنوان استفاده کردند. کارولنژی‌ها این لقب را به فرمانروایان لوتارنژی اهدا می‌کرد.
در امپراتوری مقدس روم از این عنوان به‌طور پراکنده استفاده می‌شد. فرزندان ارنست آهن دوک اتریش از این عنوان استفاده می‌کردند. فریدریش سوم، امپراتور مقدس روم، در ۱۴۵۳ میلادی این لقب را رسمی کرد.
از سدهٔ شانزدهم، همهٔ افراد خاندان پادشاهیِ هابسبورگ، از زن و مرد، دارای این عنوان بودند. در امپراتوری اتریش و سپس امپراتوری اتریش-مجارستان از این عنوان استفاده می‌شد. سرانجام، در آغاز سدهٔ بیستم و اعلام جمهوری در اتریش و لغو اشرافیت، استفاده از این لقب هم غیرقانونی شد.